# Tmarus metropolitanus
Tmarus metropolitanus là một loài nhện trong họ Thomisidae.
Loài này thuộc chi Tmarus. Tmarus metropolitanus được Cândido Firmino de Mello-Leitão miêu tả năm 1929.